# Anthurium longicaudatum
Anthurium longicaudatum är en kallaväxtart som beskrevs av Adolf Engler. Anthurium longicaudatum ingår i släktet Anthurium och familjen kallaväxter. Inga underarter finns listade.